# Paradota ingolfi
Paradota ingolfi is een zeekomkommer uit de familie Chiridotidae.
De wetenschappelijke naam van de soort werd in 1935 als Achiridota ingolfi gepubliceerd door Svend Geisler Heding. Nog in datzelfde jaar verplaatste diezelfde auteur de soort naar het geslacht Paradota.